# Vladislav Achalov
Vladislav Alekseyevich Achalov (em russo:  Владисла́в Алексе́евич Ача́лов, transl. Vladisláv Alekséevič Ačálov; Atamash, 19 de novembro de 1945 – Moscou, 23 de junho de 2011) foi um general, político e figura pública soviético. Achalov serviu como 12º comandante das Forças Aerotransportadas Soviéticas e vice- ministro da defesa (1990–1991).

## Biografia

### Vida pregressa e carreira militar
Achalov nasceu em 13 de novembro de 1945, na aldeia de Atamash, distrito de Atninsky, na República Socialista Soviética Autônoma Tártara. Ao decidir se juntar ao exército, ele frequentou a Escola de Tanques de Kazan do Exército Vermelho, onde se formou em 1966. Ele começou sua carreira no exército como comandante de um pelotão de tanques e, mais tarde, tornou-se comandante de uma companhia de tanques. Em 1973, ele se formou na Academia das Forças Blindadas, mas foi transferido para as Forças Aerotransportadas em 1974, tornando-se comandante de um regimento de artilharia. Em 1975-77, ele foi comandante de um regimento aerotransportado e mais tarde (1977-78) vice-comandante da 98ª Divisão Aerotransportada de Guardas. De 1978 a 1982 foi comandante da 7ª Divisão Aerotransportada da Guarda.
Em fevereiro de 1981, ele visitou Varsóvia e em setembro participou do exercício de treinamento "Zapad-81". Após se formar na Academia do Estado-Maior General Voroshilov em 1984, ele se tornou vice-comandante do 2º Exército Blindado de Guardas e, em 1985, comandante do 8º Exército de Guardas dentro do Grupo de Forças Soviéticas na Alemanha. Em 1987-89, ele trabalhou em Leningrado como Chefe do Estado-Maior, Primeiro Vice-Comandante do Distrito Militar de Leningrado. De janeiro de 1989 a dezembro de 1990, ele foi comandante das Forças Aerotransportadas Soviéticas.

### Carreira política e morte
Em dezembro de 1990, inesperadamente, "sem qualquer discussão preliminar, sem nenhum dos procedimentos habituais, como entrevistas com o Comité Central ou o Poltburo", foi nomeado vice-ministro da defesa. Isso durou até agosto de 1991. Após o golpe de agosto de 1991, ele foi enviado para um sanatório, "o preliminar usual para a aposentadoria forçada". Ele foi membro do Conselho Supremo da República Soviética Russa em 1990-1993.
Apoiador das tentativas fracassadas de golpe de 1991 e 1993, em seus últimos anos ele liderou um sindicato de paraquedistas veteranos e organizou um grande protesto contra as políticas de Boris Yeltsin. Achalov morreu num hospital de Moscovo em 23 de Junho de 2011, aos 65 anos.

## Família
Ele se casou em 1974 com Larisa Pavlovna Gudzi e teve um filho e uma filha.